# 뮤직 러버스
뮤직 러버스(일본어: KDDI presents Music Lovers〜一夜限りのスペシャルライブ〜)은 일본의 버라이어티, 음악 텔레비전 방송 프로그램이다. 2013년 3월 31일 방송 종료되었으며 이후에는 라이브 몬스터란 프로그램으로 방송 중이다.